# Nauli

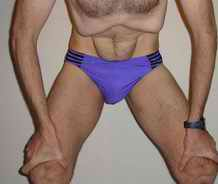

Le Nauli est un des Kriyas (en) ou  Shatkarma (en) (pratiques de nettoyage) du yoga. Il permet le nettoyage de l’appareil digestif (intestin grêle) en se basant sur un massage interne des organes du ventre par un mouvement circulaire des muscles.
Comme les autres Kriyas aussi, le nauli est une pratique du Hatha yoga classique mais est peu enseigné dans les écoles de yoga. Le Nauli est considéré comme une technique difficile qui ne peut être apprise qu'avec beaucoup de persévérance et de patience.
Il y a quatre variations qui sont apprises l’une après l’autre :
- madhyana-nauli : isolation et contraction centrale des muscles abdominaux ;
- vama-nauli : isolation et contraction  des muscles abdominaux côté gauche ;
- daksina-nauli : isolation et contraction  des muscles abdominaux côté droit ;
- nauli-kriya : isolation et mouvement circulaire des muscles abdominaux.

Le nauli serait recommandé pour lutter contre la constipation. La pratique permettrait de nettoyer l'intestin grêle et éliminer les problèmes de digestion. 
Le nauli est exécuté habituellement debout avec le buste penché en avant et les mains posées sur les cuisses mais d’autres positions sont possibles, en particulier le lotus.
Après expiration complète et fermeture de la glotte, le ventre est aspiré fortement vers l'intérieur — Uddiyana bandha (en) —  puis le  muscle du milieu du ventre  est contracté pour le faire avancer.